# Monogatari

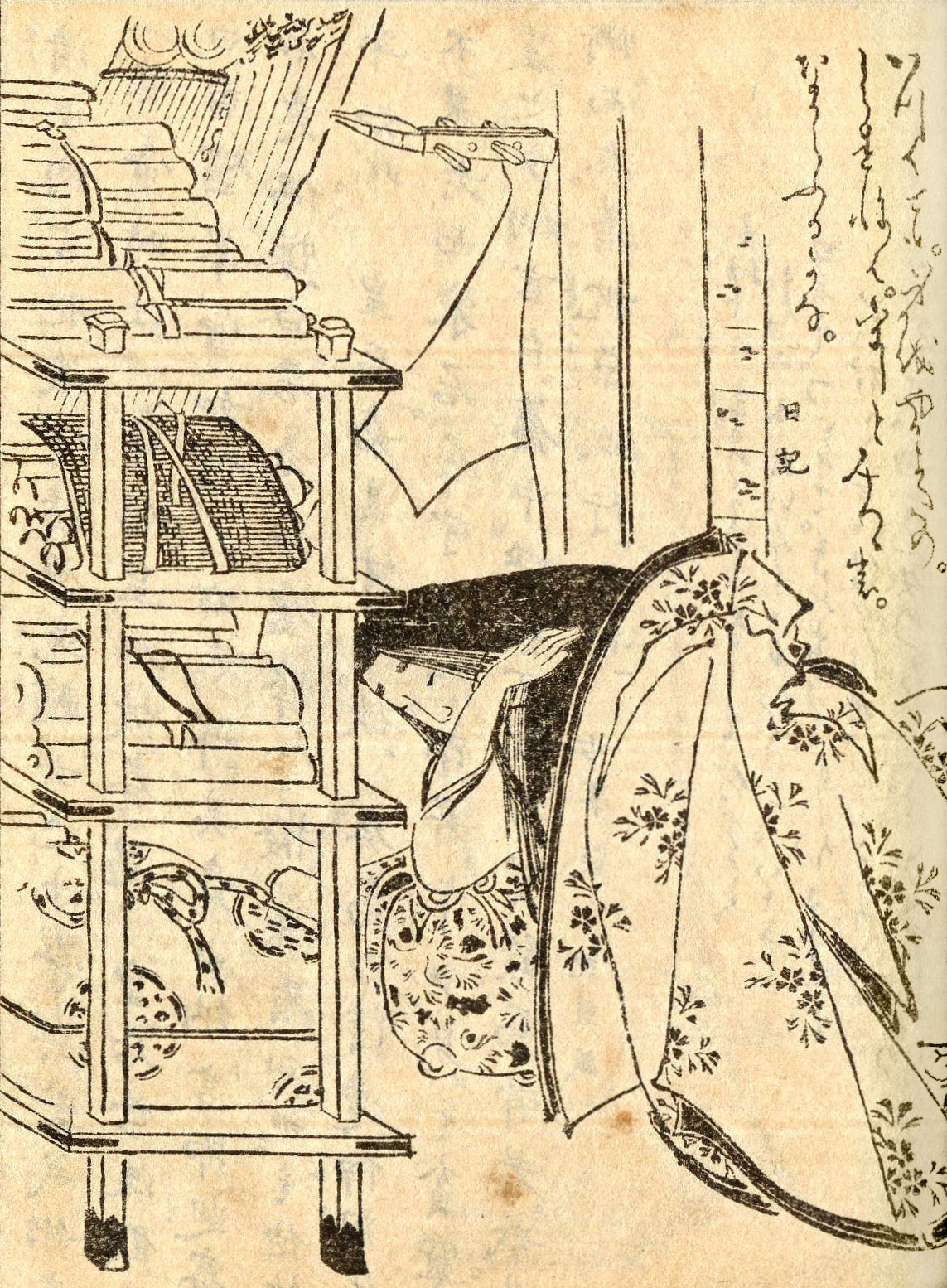
Murasaki Shikibu, autrice del Genji monogatari ("il racconto di Ghèngi").

Il monogatari (物語? lett. "racconto") è un genere letterario della tradizione giapponese. Si tratta di una lunga narrazione in prosa paragonabile all'epica, strettamente legata ad aspetti della tradizione orale. Riguarda quasi sempre storie immaginarie o eventi storici descritti in maniera fantastica e non realistica. Sono monogatari alcuni dei principali capolavori dell'epica giapponese, come Genji monogatari e Heike monogatari.
Nel  monogatari si distinguono due principali sottogeneri: il tsukuri monogatari (作物語? lett. "Racconto di finzione") dove la componente narrativa svolge il ruolo fondamentale della narrazione, e lo uta monogatari (歌物語? lett. "Racconti poetici") dove il testo narrato si sviluppa intorno a varie poesie,  che rappresentano i momenti di pathos. 
Tale genere letterario ebbe grande diffusione tra il IX e il XV secolo, soprattutto nel X e nell'XI. Secondo il Fūyō Wakashū, importante collezione di opere letterarie giapponesi pubblicata nel 1271, all'epoca esistevano almeno 198 monogatari. Ai giorni nostri circa quaranta di essi.
Successivamente, quando in Giappone si iniziò a diffondere la letteratura straniera, la parola monogatari fu usata nei titoli giapponesi di opere straniere di natura simile, come per Il Signore degli Anelli tradotto in Yubiwa monogatari (指輪物語?) oppure per il Racconto di due città tradotto in Nito monogatari (二都物語?).